# Ferdinand Piëch

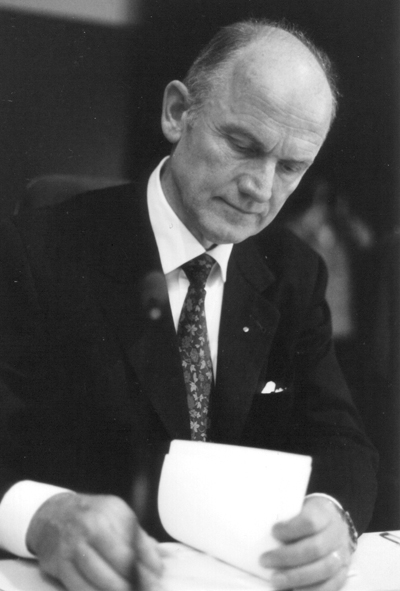
Ferdinand Karl Piëch

Ferdinand Karl Piëch (Wenen, 17 april 1937 - Rosenheim, 25 augustus 2019) was een Oostenrijks industrieel. Piëch is voormalig bestuursvoorzitter en werd in 2002 voorzitter van de raad van commissarissen van Volkswagen AG. Na een publieke botsing met de andere commissarissen over zijn opvolging heeft Piëch zijn functie als voorzitter van de raad van commissarissen in april 2015 neergelegd. Een vertrouwensbreuk met Martin Winterkorn (CEO van Volkswagen AG), die door velen gezien werd als mogelijke opvolger van Piëch, was de aanleiding voor het geschil tussen Piëch en de andere commissarissen.

## Levensloop
Piëch is een kleinzoon van Ferdinand Porsche, wiens dochter Louise trouwde met de Weense advocaat Anton Piëch. Hij studeerde werktuigbouwkunde aan de Technische Hogeschool van Zürich. In 1963 ging Piëch werken bij Porsche, om in 1972 over te stappen naar Volkswagendochter Audi. In 1975 werd hij in de directie van Audi opgenomen, in 1988 bestuursvoorzitter. Piëch speelde een grote rol bij de ontwikkeling van het merk Audi, dat hij positioneerde tussen het sportieve BMW en het degelijke Mercedes-Benz.
Begin 1993 werd hij als opvolger van Carl Hahn bestuursvoorzitter van het Volkswagen concern, waar hij José Ignacio López de Arriortúa van General Motors binnenhaalde als chef van het merk Volkswagen. López voerde een drastisch bezuinigingsprogramma bij Volkswagen door, maar verliet eind 1993 het bedrijf onder verdenking van bedrijfsspionage.
Onder leiding van Piëch werden Seat en Škoda in het concern geïntegreerd en de kleine Lupo succesvol in de markt gezet. Piëch richtte zich vooral op het hoogste marktsegment en kocht voor Volkswagen de merken Lamborghini, Bentley en Bugatti. Onder het merk Volkswagen werd de luxe Phaeton uitgebracht, zonder veel succes.
In 2002 werd Piëch in de bedrijfsleiding opgevolgd door Bernd Pischetsrieder en werd hij zelf voorzitter van de raad van commissarissen.
Piëch was grootaandeelhouder van Porsche Holding. Buiten zijn formele positie had Piëch daarom persoonlijke invloed in het concern. Als gevolg van een meningsverschil met Piëch moest eind 2006 bestuursvoorzitter Pischetsrieder het veld ruimen.
Piëch had een aandeel in de voorgestelde overname van Volkswagen door Porsche, die in de loop van 2009 zijn beslag moest krijgen met een totaal belang van 75%. De voornaamste tegenstander van dit proces was de Duitse deelstaat Nedersaksen, dat met 20,1% van de aandelen een vetorecht had over strategische beslissingen. Deze overname is later afgeketst.